# يوحنا الحادي عشر
البابا يوحنا الحادي عشر ((باللاتينية: Ioannes XI)‏د. كانون الأول / ديسمبر 935) كان البابا من آذار / مارس 931 (في سن 20) إلى وفاته في كانون الأول / ديسمبر 935.

## النسب
هناك لغط حول نسبه. فمن الثابت أن الدته هي ماروزيا، أقوى امرأة في روما. هناك من قال أن والده كان البابا سرجيوس الثالث (904-911). إذا كان هذا صحيحا يكون جون العاشر هو الابن غير الشرعي  لبابا وقد أصبح البابا نفسه، وهذه حادثة فريدة في تاريخ الكنيسة البابوية. وقال أخرون أنه هو ابن البريك من سبوليتو .

## وصلات خارجية
- يوحنا الحادي عشر على موقع فايند أغريف
- أوبرا أمنية من قبل Migne Patrologia لاتينا مع الفهارس التحليلية